# Marko Arnautović
Marko Arnautović (n. 19 aprilie 1989, Viena, Austria) este un fotbalist austriac liber de contract, care joacă pe post de mijlocaș lateral. Pe plan internațional, are prezențe la națională pentru Austria U19⁠(d), Austria U21⁠(d) și Austria U18⁠(d).

## Cariera de jucător

### Twente
Arnautović a marcat în sezonul 2007–2008 22 de goluri în 24 de meciuri pentru echipa de tineret a lui FC Twente, ajutând-o să câștige campionatul de juniori. A jucat pentru echipa de tineret între 2006 și 2008, apărând în 32 de meciuri și marcând 27 de goluri. Arnautović a debutat la echipa mare în sezonul 2006–2007, înlocuindu-l pe Kennedy Bakircioglü în meciul cotra echipei PSV Eindhoven în aprilie 2007. În iulie 2008, și-a prelungit contractul cu Twente, cu toate că primise oferte și de la Feyenoord Rotterdam.

### Inter Milano
La data de 4 august 2009, s-a speculat plecarea lui Arnautović la gigantul italian Internazionale Milano. Mutarea a fost suspendată din cauza unei fracturi la piciorul drept, care a dus la o renegociere a contractului. Pe 6 August, Twente a anunțat că împrumutul lui a fost finalizat, urmând ca el să se alăture clubului italian în acel sezon. El ar fi urmat să fie cumpărat ulterior dacă juca un număr de meciuri, dacă nu, s-ar fi întors în Olanda. El a debutat neoficial pe 5 septembrie 2009 contra echipei elvețiene -FC Lugano, meciul terminându-se 3–3.
Arnautović a debutat în campionat în victoria 1-0 cu Chievo pe 6 ianuarie 2010. El a jucat și în următorul meci cu Siena, înlocuindu-l pe accidentatul Dejan Stanković și astfel și-a ajutat echipa să câștige cu scorul de 4–3. Ultimul său meci pentru Inter a fost contra echipei Atalanta pe 24 aprilie 2010. La finalul sezonului, echipa s-a împotrivit păstrării lui Arnautović, antrenorul José Mourinho motivând că "este o persoană fantastică, dar are atitudinea unui copil".

### Werder Bremen
La data de 4 iunie 2010, club german din Bundesliga, Werder Bremen, a confirmat transferul lui Arnautović de la Twente, acesta semnând un contract pe patru ani. Înainte de a juca a reușit să îl irite pe căpitanul echipei, Torsten Frings, acesta considerându-l pe Arnautović un "arogant". El a debutat în Bundesliga pe 21 august 2010 într-o înfrângere 4–1 cu 1899 Hoffenheim. Arnautović a marcat de două ori împotriva celor de la 1. FC Köln pe 28 august 2010, acestea fiind și primele sale goluri pentru Bremen. El a terminat sezonul 2010-2011 pe Weserstadion cu un total de cinci goluri în 34 meciuri, Werder Bremen terminând pe locul 13. În următorul sezon, el a marcat de șase ori în 20 de meciuri, terminând campionatul pe poziția a noua. În luna martie a anului 2012, a rămas pe bancă după ce s-a accidentat la genunchi.
În sezonul 2012–2013, Arnautović a jucat 27 de meciuri și a marcat cinci goluri, incluzând și un hat-trick pe 2 decembrie 2012 contr echipei Hoffenheim. În aprilie 2013, Arnautović și colegul său de echipă, Eljero Elia au fost amendați pentru viteză excesivă și au fost suspendați de către club.

### Stoke City
La data de 2 septembrie 2013, Arnautović s-a alăturat clubului din Premier League, Stoke City, fiind cumpărat cu 2 milioane de lire sterline și semnând un contract pe 4 ani. Aici a primit tricoul cu numărul 10 de la antrenorul Mark Hughes, care îl descria — "Oamenii vor vedea cât de curând ce talent mare este el. Referindu-ne la puterea și ritmul său, eu îl văd ca pe o nevoie a echipei noastre. Acesta este clubul perfect pentru el. Eu cred că este o lovitură faptul că am reușit să îl aducem aici. El are o dorință mare de a impresiona." Arnautović a debutat la Stoke 12 zile mai târziu împotriva echipei Manchester City pe Stadionul Britannia, meci terminat 0–0. Pe 26 octombrie, el a marcat primul său gol pentru Stoke din lovitură liberă în victoria 3–2 cu Manchester United. Arnautović a încheiat primul său sezon în Anglia cu 5 goluri în 35 de meciuri, echipa sa terminând pe locul nouă în Premier League.
Primul meci al lui Arnautović din sezonul 2015–2016 a fost în meciul 2–2 cu Tottenham Hotspur de pe White Hart Lane în 15 August, scoring the team's first goal as they came back from 2–0 down. El a marcat singurul gol al lui Stoke în victoria cu Chelsea din 7 noiembrie, și ambele goluri din victoria cu Manchester City din 5 decembrie. Pe 28 decembrie, Arnautović a bătut lovitura de la 11 metri din meciul cu Everton de pe Goodison Park și a adus victoria echipei sale, scor 4–3.

## Cariera internațională

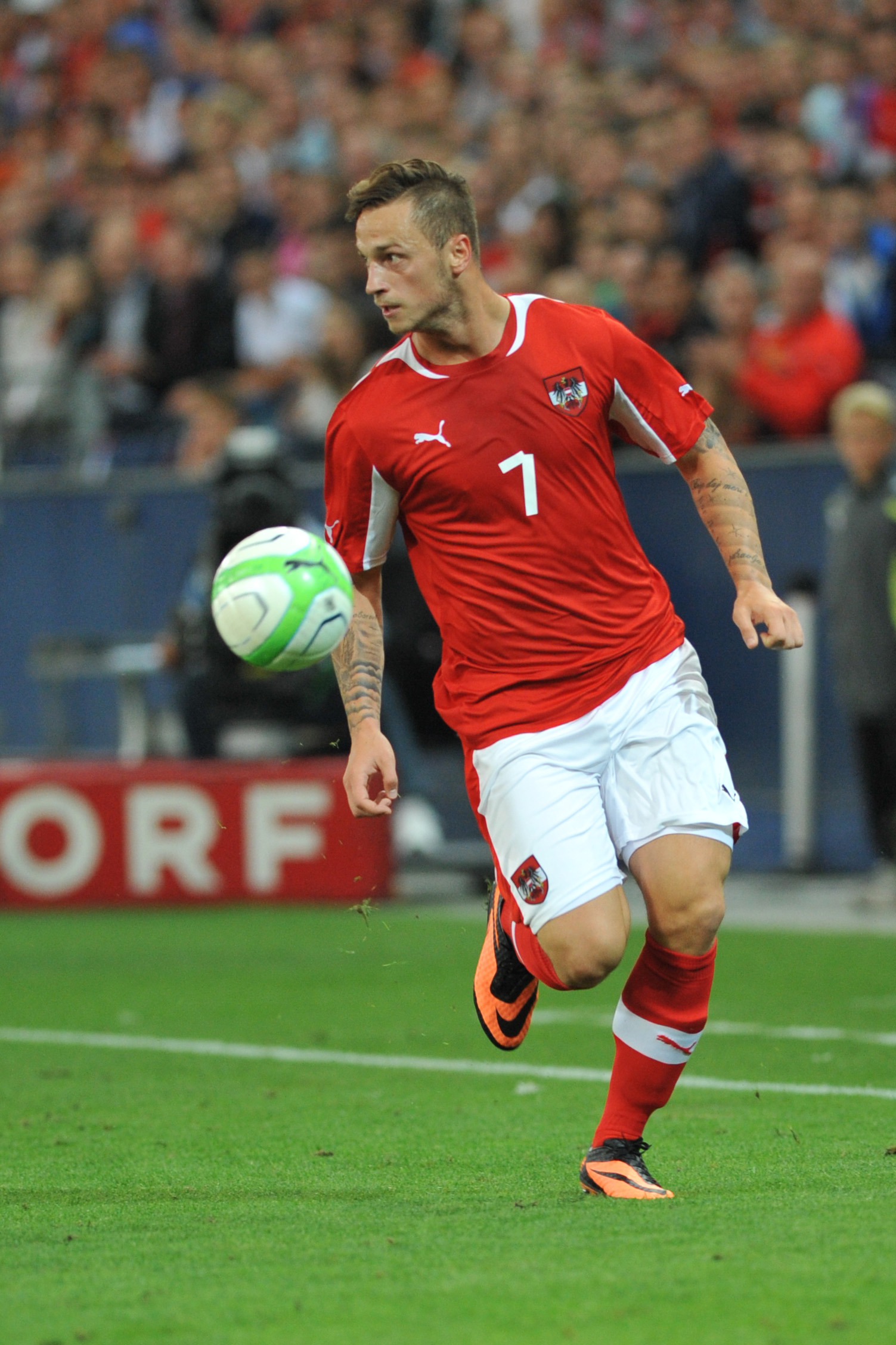
Arnautović jucând pentru Austria în august 2013

Arnautović a jucat împreună cu echipa națională Under-19 la Campionatul European, unde a fost eliminat și nu a mai apucat să joace în faza grupelor. După ce a marcat trei goluri în cinci meciurci la selecționalata Under-21, el a început să câștige simpatia antrenorului Andreas Herzog, care l-a descris ca fiind cel mai bun fotbalist austriac din ultimii 30 de ani.
Arnautović a debut la naționala mare a Austriei pe 11 octombrie 2008 against the Insulelor Feroe. El a marcat primul său gol în victoria 3–0 cu Azerbaidjan la data de 8 octombrie 2010. Arnautović a fost titular în toate cele 10 meciuri din preliminariile pentru Campionatul European din 2016, marcând în victoria contra Muntenegrului și în ambele meciuri contra Liechtensteinului.

## Palmares

### Club
Inter Milano
- Liga Campionilor: 2009-2010
- Serie A: 2009-2010, 2023–24[35]
- Coppa Italia: 2009-2010

## Statistici
La 2 februarie 2016.
| Club                      | Sezon         | Campionat      | Campionat | Campionat | Cupă    | Cupă   | Cupa Ligii | Cupa Ligii | Europa  | Europa | Altele  | Altele | Total   | Total  |
| Club                      | Sezon         | Division       | Meciuri   | Goluri    | Meciuri | Goluri | Meciuri    | Goluri     | Meciuri | Goluri | Meciuri | Goluri | Meciuri | Goluri |
| ------------------------- | ------------- | -------------- | --------- | --------- | ------- | ------ | ---------- | ---------- | ------- | ------ | ------- | ------ | ------- | ------ |
| FC Twente                 | 2006–07       | Eredivisie     | 2         | 0         | 0       | 0      | —          | —          | 0       | 0      | 0       | 0      | 2       | 0      |
| FC Twente                 | 2007–08       | Eredivisie     | 14        | 0         | 0       | 0      | —          | —          | 1       | 0      | 1       | 0      | 16      | 0      |
| FC Twente                 | 2008–09       | Eredivisie     | 28        | 12        | 5       | 1      | —          | —          | 8       | 1      | —       | —      | 41      | 14     |
| FC Twente                 | Total         | Total          | 44        | 12        | 5       | 1      | —          | —          | 9       | 1      | 1       | 0      | 59      | 14     |
| Internazionale (împrumut) | 2009–10       | Serie A        | 3         | 0         | 0       | 0      | —          | —          | 0       | 0      | 0       | 0      | 3       | 0      |
| Internazionale (împrumut) | Total         | Total          | 3         | 0         | 0       | 0      | —          | —          | 0       | 0      | 0       | 0      | 3       | 0      |
| Werder Bremen             | 2010–11       | Bundesliga     | 25        | 3         | 2       | 0      | —          | —          | 7       | 2      | —       | —      | 34      | 5      |
| Werder Bremen             | 2011–12       | Bundesliga     | 19        | 6         | 1       | 0      | —          | —          | —       | —      | —       | —      | 20      | 6      |
| Werder Bremen             | 2012–13       | Bundesliga     | 26        | 5         | 1       | 0      | —          | —          | —       | —      | —       | —      | 27      | 5      |
| Werder Bremen             | 2013–14       | Bundesliga     | 2         | 0         | 0       | 0      | —          | —          | —       | —      | —       | —      | 2       | 0      |
| Werder Bremen             | Total         | Total          | 72        | 14        | 4       | 0      | —          | —          | 7       | 2      | 0       | 0      | 83      | 16     |
| Stoke City                | 2013–14       | Premier League | 30        | 4         | 2       | 0      | 3          | 1          | —       | —      | —       | —      | 35      | 5      |
| Stoke City                | 2014–15       | Premier League | 29        | 1         | 3       | 1      | 3          | 0          | —       | —      | —       | —      | 35      | 2      |
| Stoke City                | 2015–16       | Premier League | 22        | 7         | 0       | 0      | 6          | 1          | —       | —      | —       | —      | 28      | 8      |
| Stoke City                | Total         | Total          | 81        | 12        | 5       | 1      | 12         | 2          | 0       | 0      | 0       | 0      | 98      | 15     |
| Total carieră             | Total carieră | Total carieră  | 200       | 38        | 14      | 2      | 12         | 2          | 16      | 3      | 1       | 0      | 243     | 43     |